# Dolna Koznița, Kiustendil
Dolna Koznița (în bulgară Долна Козница) este un sat în comuna Nevestino, regiunea Kiustendil,  Bulgaria. 

## Demografie
Componența etnică a satului Dolna Koznița
     Bulgari (98,11%)
     Nicio identificare (1,88%)
     Altele (0%)
La recensământul din 2011, populația satului Dolna Koznița era de 53 locuitori. Din punct de vedere etnic, majoritatea locuitorilor (98,11%) erau bulgari. Pentru 1,88% din locuitori nu este cunoscută apartenența etnică.